# Vasasszonyfa, Vas
Vasasszonyfa  este un sat în districtul Szombathely, județul Vas, Ungaria, având o populație de 369 de locuitori (2011). 

## Demografie
Componența etnică a satului Vasasszonyfa
     Maghiari (97,29%)
     Germani (1,81%)
     Necunoscut (0,9%)
     Alții (0,9%)
Componența confesională a satului Vasasszonyfa
     Romano-catolici (78,32%)
     Fără religie (3,25%)
     Luterani (1,63%)
     Necunoscută (15,99%)
     Reformați (0,81%)
     Alte religii (1,36%)
Conform recensământului din 2011, satul Vasasszonyfa avea 369 de locuitori. Din punct de vedere etnic, majoritatea locuitorilor (97,29%) erau maghiari, cu o minoritate de germani (1,81%). Apartenența etnică nu este cunoscută în cazul a 0,9% din locuitori.  Din punct de vedere confesional, majoritatea locuitorilor (78,32%) erau romano-catolici, existând și minorități de persoane fără religie (3,25%) și luterani (1,63%). Pentru 15,99% din locuitori nu este cunoscută apartenența confesională.